# Echinocereus acifer
Echinocereus acifer är en kaktusväxtart som först beskrevs av Christoph Friedrich Otto och Salm-dyck, och fick sitt nu gällande namn av Lem.. Echinocereus acifer ingår i släktet Echinocereus och familjen kaktusväxter.

## Underarter
Arten delas in i följande underarter:
- E. a. acifer
- E. a. huitcholensis

## Bildgalleri

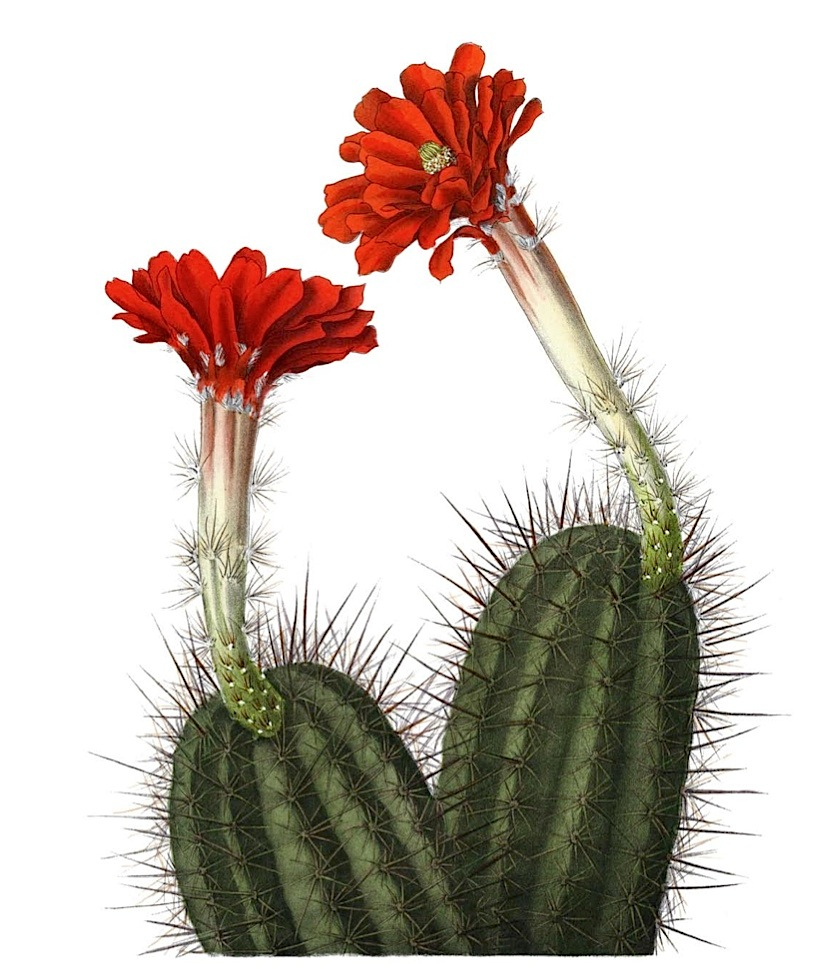